# Action Force (videogioco 1987)
Action Force, o Action Force: International Heroes in copertina, è un videogioco sparatutto a scorrimento pubblicato nel 1987-1988 per Amstrad CPC, Commodore 64 e ZX Spectrum dalla Virgin Games. È basato sulla linea di giocattoli G.I. Joe: A Real American Hero, anche nota come Action Force nel Regno Unito. La versione ZX Spectrum differisce maggiormente dalle altre due, tra l'altro perché si controlla un uomo in volo con uno zaino-elicottero, mentre nelle altre due si controlla un elicottero.
Fu seguito da Action Force II, ma soltanto per ZX Spectrum.

## Trama
L'isola di Botsneda è stata invasa dall'organizzazione criminale Cobra. La squadra speciale Action Force deve compiere un'incursione per recuperare certi documenti rimasti nella base militare prima che cadano in mano al nemico. Il protagonista nella versione ZX Spectrum è Snake Eyes in volo con uno zaino-elicottero, mentre nelle altre due è Wild Bill alla guida di un elicottero Dragonfly, accompagnato da Flint addetto alle armi. In ogni caso il velivolo protagonista deve aiutare un veicolo fuoristrada A.W.E. Striker ad attraversare il territorio militare-industriale invaso dal nemico fino a raggiungere l'obiettivo.

## Modalità di gioco
Il gioco si svolge in un ambiente bidimensionale con visuale di lato e con scorrimento orizzontale in entrambi i sensi. Solo in versione ZX Spectrum è presente anche un limitato scorrimento verticale quando il velivolo del giocatore cambia altitudine.
Si può volare in tutte le direzioni, atterrare sul suolo o su eventuali ripiani, e sparare proiettili in orizzontale. L'elicottero delle versioni Amstrad/C64 è armato anche di bombe da lanciare verso il basso. Inoltre l'elicottero tende a scendere da solo se non si spinge verso l'alto, invece su ZX Spectrum il personaggio può anche stare fermo a mezz'aria.
Un fuoristrada alleato da proteggere si muove automaticamente e deve attraversare tutto lo scenario da sinistra a destra per completare un livello. Bisogna evitare la distruzione sia del proprio velivolo, sia del fuoristrada, facendo attenzione anche a non sparargli accidentalmente. Per permettere al fuoristrada di avanzare, in alcuni punti è necessario distruggere barricate che gli bloccano il passaggio, oppure tappare interruzioni della strada raccogliendo e depositando dei ponti mobili con il velivolo. Nella versione ZX Spectrum il fuoristrada si ferma e aspetta quando c'è un ostacolo, mentre nelle altre avanza costantemente e lentamente e bisogna liberare la strada prima che vada a sbattere.
Il velivolo ha carburante e munizioni limitate; entrambi possono essere ricaricati, in versione ZX Spectrum raccogliendo i bonus e nelle altre versioni atterrando sugli appositi punti di rifornimento.
I nemici in versione Amstrad/C64 sono principalmente aerei e piccoli elicotteri, che arrivano da entrambe le direzioni, e cannoni contraerei fissi. Su ZX Spectrum non ci sono velivoli nemici, ma mine fluttuanti in aria e missili che viaggiano verso l'alto. In tutte le versioni ci sono anche barriere elettriche in aria, da distruggere pezzo per pezzo.
Ci sono in tutto 8 livelli, con scenari diversi, ma con gli stessi tipi di avversari.

## Accoglienza
La stampa di settore europea giudicò Action Force in modo molto variabile, ma tendente soprattutto al mediocre. Particolarmente entusiaste furono le riviste britanniche Sinclair User (ZX Spectrum, voto 9/10) e Computer and Video Games (10/10 al gameplay, versioni C64 e Spectrum). Diverse altre riviste invece lo giudicarono intorno alla sufficienza. Ancora più numerose le testate che lo ritennero mediocre o scadente, fino ad arrivare anche a un 35% dato alla versione Spectrum da Crash. Anche in questi casi la grafica era spesso considerata buona, ma l'attrattiva del gioco rimane poca. Diverse testate lo ritennero troppo difficile, specialmente dopo il primo livello nel caso del Commodore 64; secondo Zzap! in particolare l'elicottero impiega troppo tempo a girarsi, rendendo spesso una questione di fortuna riuscire a reagire in tempo all'arrivo dei nemici.